# Stiftung Kulturregion Hannover

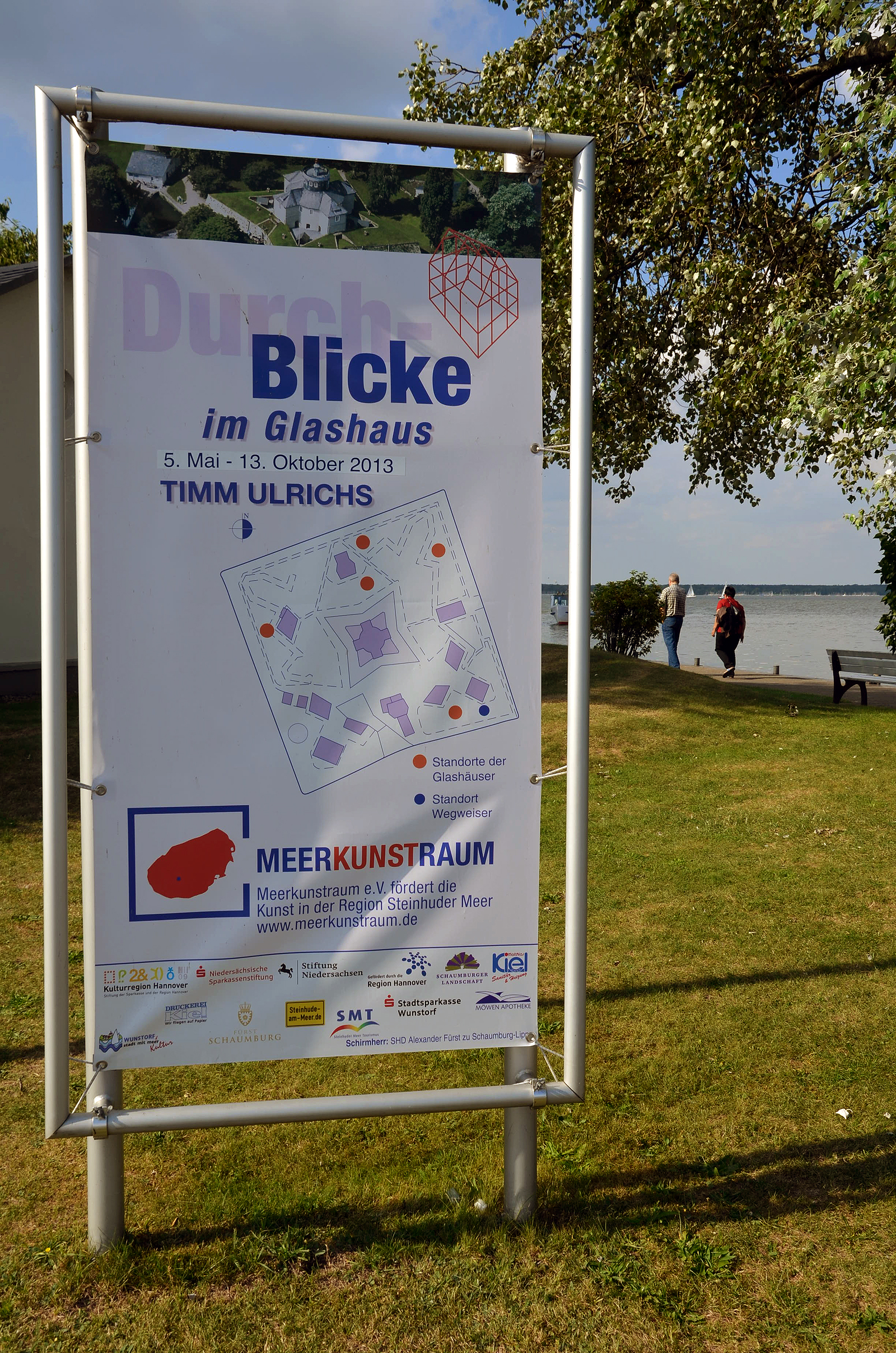
Die Stiftung förderte 2013 Timm Ulrichs’ Freiluft-Ausstellung Im Glashaus auf der Insel Wilhelmstein

Die Stiftung Kulturregion Hannover ist eine deutsche Stiftung zur Förderung von kulturellen Projekten in der Region Hannover. Ein weiterer Stiftungszweck ist die Erhaltung von Schloss Landestrost. Mit einem Stiftungskapital von mehr als 20 Millionen Euro inklusive des Schlosses gehört die Stiftung zu den größten Kulturstiftungen in Norddeutschland. Der Sitz der Stiftung ist in Hannover-Mitte.

## Geschichte
Die Stiftung wurde am 18. November 1997 ursprünglich als Forum Kultur durch die ehemalige Kreissparkasse Hannover und den ehemaligen Landkreis Hannover gegründet. Gefördert werden sollten kulturelle Projekte und die Erhaltung von Schloss Landestrost in Neustadt am Rübenberge, das der Landkreis als immobiles Sachvermögen in die Stiftung einbrachte.
Mit dem 2001 erfolgten Zusammenschluss der Stadt Hannover und des Landkreises zur Region Hannover erhielt die Organisation seinen heutigen Namen. In der Konsequenz der Regionsformung bildete sich im Januar 2003 aus der Kreissparkasse und der Stadtsparkasse Hannover die Sparkasse Hannover, die zugleich Rechtsnachfolgerin der Trägerschaft der Stiftung wurde.

## Publikationen (unvollständig)

### Schriften
- Stiftung Kulturregion Hannover (Hrsg.): Tätigkeitsbericht 1999–2003. Rückblick auf 5 Jahre Stiftungsarbeit, April 2004, illustrierte Broschüre.
- Friederike Kohn, Anja Römisch (Redaktion): Tätigkeitsbericht 1999 – 2003. Zehn Jahre Stiftung Kulturregion Hannover, hrsg. von der Stiftung Kulturregion Hannover, Selbstverlag, Juni 2009.
- Anja Römisch, Birgit Mandel, Thomas Kaestle, Nicole Kubasa (Texte): Mobiles Atelier. Kunstprojekte für Kindergärten 2006/07, reich illustrierte Broschüre, Redaktion: Andrea von Lüdinghausen, Kirsten Mosel, Angela Lautenbach; hrsg. von der Stiftung Kulturregion Hannover und Mobiles Atelier, Hannover: Internationalismus Verlag, April 2010, ISBN 978-3-922218-92-0.
- mobiles atelier. Kunstprojekte für Kindergärten 2006/2007, hrsg. von Mobiles Atelier und der Stiftung Kulturregion Hannover, Hannover: Internationalismus Verlag, Februar 2008, ISBN 978-3-922218-86-9.

### Medien
- Friederike Kohn, Henning Kunze, Anja Römisch (Red.): cast & cut. Stipendiaten 2003–2007, illustrierte Broschüre mit Kurzvorstellungen der Stipendienprogramme, Künstler-Biographien und Filminhalte sowie 2 CDs mit Essay-, (Kurz-)Spiel und Dokumentarfilmen der Regisseure Philipp Batereau, Grzegorz Muskala, Ben Chessell, Klaus W. Eisenlohr, Lale Nalbant & Jens Schillmöller, Yvonne Brandl, Dirk Peuker, Alexander Schlichter, hrsg. von der Stiftung Kulturregion Hannover und nordmedia Fonds GmbH, Januar 2008
- Peregrinatio. Das Paradies ist umgezogen, Dokumentation 2008, mit CD Peregrinato Paradiso. Wege am Paradies entlang, vier Foto-Ansichtskarten Peregrinatio; Veranstalter: Ev.-luth. Kirchenkreis Laatzen-Springe, Kunst und Begegnung Hermannshof e. V., Region Hannover/Team Kultur, Stiftung Kulturregion Hannover.